# Slobodni suradnik
Slobodni suradnik ili nezavisni profesionalac (eng. freelancer ili independent professional) se odnosi se na osobu koja samostalno izvršava zadatke ili upravlja projektima za tvrtku ili instituciju, a nije njihov zaposlenik.
Najčešće se radi o nezavisnim profesionalcima koji su visokokvalificirani stručnjaci specijalizirani za obavljanje određenih zadataka (npr. kao programeri, komercijalisti, novinari, urednici, dizajneri, arhitekti, copyrighteri, glazbenici, profesori, odvjetnici) ili samozaposleni umjetnici i obrtnici.
Obično nije ugrađen u organizacijsku strukturu klijenta za kojeg vrši djelatnost.